# Take Me With You
Take Me With You es el álbum debut de la cantante irlandesa Lynn Hilary, el cual fue publicado originalmente en 2008 en Irlanda, pero con la llegada de Hilary a Celtic Woman, el álbum fue remasterizado y lanzado en otros países bajo el sello discográfico Celtic Collections y Manhattan Records.
Con la exitosa participación de Lynn en el álbum The Greatest Journey de Celtic Woman, Lynn empezaba recién a construir su posición en la música, con este motivo, conjuntamente con David Downes, preparó una entrada triunfal al mundo musical con Take Me With You; un álbum que junta diferentes ambientes musicales por medio del crossover en un refrescante estilo musical propio de Hilary.
Para la producción colaboraron reconocidos personajes de la música irladesa entre ellos Don Mescall, John McGlynn (antiguo miembro de Anúna, donde conoció a Lynn) y Mindy Smith. A diferencia de los lanzamientos en solitaros de las otras integrantes de Celtic Woman, Take Me With You no contiene, en su mayoría, piezas con orígenes tradicionales irlandeses a excepción del tema Slán Le Maigh.

## Lista de temas
| Take Me With You |                                    |                            |          |  |
| N.º              | Título                             | Autor(es)                  | Duración |  |
| 1.               | «Melody Of Life»                   | Don Mescall & Lynn Hilary  | 3:51     |  |
| 2.               | «Swimming In The Barrow»           | John McGlynn               | 3:11     |  |
| 3.               | «Erin Beo»                         | Don Mescall & Lynn Hilary  | 4:03     |  |
| 4.               | «Sunset Of Gold (Ft. Don Mescall)» | Don Mescall                | 5:19     |  |
| 5.               | «Carolina Rua»                     | Thom Moore                 | 2:51     |  |
| 6.               | «Annie Watches»                    | Lynn Hilary & John McGlynn | 2:51     |  |
| 7.               | «What Makes The Sunset?»           | Sammy Cahn & Jule Styne    | 2:29     |  |
| 8.               | «Take Me With You»                 | Don Mescall & Lynn Hilary  | 3:36     |  |
| 9.               | «Shona Mara»                       | Don Mescall                | 4:17     |  |
| 10.              | «Slán Le Maigh»                    | Traditional                | 3:12     |  |
| 11.              | «Road To Glory»                    | Don Mescall                | 4:38     |  |
| 12.              | «Angel Doves»                      | Mindy Smith                | 3:26     |  |
| 43:49            |                                    |                            |          |  |

## Take Me With Youen Celtic Woman
A diferencia de los álbumes en solitarios de las otras integrantes de Celtic Woman, de los cuales se extrajeron temas para sus álbumes como grupo, Take Me With You no ha sido un lanzamiento muy provechoso para éste, del contenido del álbum solo el tema Carolina Rua fue utilizado en el repertorio del grupo en el concierto Songs From The Heart de 2009 en la mansión Powerscourt House en Irlanda, el tema fue interpretado por Lynn acompañada instrumentalmente por Máiréad Nesbitt en el violín. 
Take Me With You forma parte de los Solo Works — o trabajos en solitario— de las principales integrantes de Celtic Woman.